# 四条村
四条村（しじょうむら）は、香川県仲多度郡にあった村。

## 歴史
- 1890年2月15日 - 町村制施行に伴い、那珂郡四條村、吉野下村（よしのしもむら）が合併し、四條村が発足。
- 1899年4月1日 - 那珂郡が多度郡と合併し、仲多度郡となる。
- 1955年4月1日 - 吉野村・神野村と合併し、満濃町が発足。同日付で四条村が廃止。